# Emin Nouri
Emin Nouri (Kardzjali, 22 juli 1985) is een voormalig Zweeds voetballer, die het grootste deel van zijn carrière uitkwam voor Kalmar FF. De verdediger werd geboren in Bulgarije, maar is van Turkse afkomst. Hij maakte in augustus 2014 zijn debuut voor de nationale ploeg van Azerbeidzjan. Na zijn spelerscarrière ging Nouri aan de slag als trainer.

## Clubcarrière
Als Nouri vier jaar is, verhuist hij van Bulgarije naar Zweden, waar hij en zijn familie gaan wonen in Växjö. Daar begint hij zijn voetbalcarrière bij Växjö Norra IF. Nouri maakt indruk met zijn inzicht en snelle balbehandeling. Bovendien heeft hij drang om langs de zijlijn op te komen. Het maakt hem tot een moderne vleugelverdediger. Dat valt ook Östers IF op. De club lijft de verdediger in en in 2007 wordt Nouri door de supporters van Östers IF verkozen tot speler van het jaar.
De kwaliteiten van Nouri vallen ook op bij Kalmar FF. De club haalt de verdediger in 2008 naar Fredriksskans, waar hij direct kampioen van Zweden wordt. Een jaar later verovert Nouri met Kalmar FF de Zweedse Super Cup. Nouri blijft de club tot 2021 trouw. Na afloop van dat seizoen besluit hij een punt achter zijn carrière te zetten. Nouri staat op de tweede plek op de lijst van spelers met de meeste wedstrijden voor Kalmar FF.

## Interlandcarrière
Onder leiding van bondscoach Berti Vogts maakte Nouri zijn debuut voor de nationale ploeg van Azerbeidzjan op 20 augustus 2014 in de vriendschappelijke thuiswedstrijd tegen Oezbekistan (0-0). Hij viel in dat duel na 45 minuten in voor Ufuk Budak en viel uit in de blessuretijd.

## Trainer
Na het beëindigen van zijn carrière als speler, ging Nouri aan de slag als trainer in de jeugdopleiding van Kalmar FF. Halverwege het seizoen 2022 werd hij verhuurd aan Oskarshamns AIK, om daar als hoofdtrainer aan de slag te gaan. Sinds het seizoen 2023 is hij assistent-trainer bij de eerste selectie van Kalmar FF.